# بوکاری درامه
بوکاری درامه (فرانسوی: Boukary Dramé‎) بازیکن فوتبال (زاده ۲۲ ژوئیه ۱۹۸۵) اهل سنگال است که در پست دفاع چپ بازی می‌کند.

## دوران باشگاهی

### پاری سن ژرمن
وی از سال ۲۰۰۵ تا ۲۰۰۷ عضو تیم پاری سن ژرمن بود و در ۲۵ بازی به میدان رفت.

### سوشو
او از سال ۲۰۰۷ تا سال ۲۰۱۱ در ۵۹ بازی برای سوشو به میدان رفت و ۲ گل زد.

### رئال سوسیداد (قرضی)
وی فصل ۲۰۰۸-۲۰۰۹ را به صورت قرضی در رئال سوسیداد بازی کرد.

### کیه وو ورونا
او از سال ۲۰۱۱ تا ۲۰۱۴ برای کیه وو ورونا در ۷۷ مسابقه ۲ گل به ثمر رساند.

### آتالانتا
او از فصل ۲۰۱۴ تا ۲۰۱۸ عضو تیم آتالانتا بود و در ۶۴ مسابقه به میدان رفت.

### اسپال
وی نیم فصل ۲۰۱۸ در تیم اسپال ۵ بازی انجام داد.

## افتخارات

### پاری سن ژرمن
- جام حذفی فوتبال فرانسه: ۲۰۰۵-۲۰۰۶